# National Amusement Park Historical Association
La National Amusement Park Historical Association (NAPHA) est une association de passionnés de parcs d'attractions et d'attractions historiques, qui se donne pour objectif de préserver cette culture en essayant de sauver de la destruction d'anciens modèles de manèges et de montagnes russes.
L'association a été fondée en 1978 par un employé de Riverview Park, de Chicago. Elle étend aujourd'hui sa protection à des parcs situés dans le monde entier.